# 跑跑卡丁车
《跑跑卡丁车》是韩国Nexon公司出品的一款休闲类赛车竞速游戏，亦是《泡泡堂》的衍生游戏。《跑跑飛天車》則是由本遊戲衍生出的一款遊戲。主要玩家来自韩国和中国大陆、港台，因新颖的Q版角色、高品質的画质和配乐以及同样火热的《泡泡堂》而爆紅。
目前僅有中國大陸地區仍正常營運。

## 遊戲模式

### 道具模式
道具模式较为休闲向，可作为道具模式的地图大部分较为简单。赛道上会出现一排排旋转着的道具盒，驾驶卡丁车经过道具盒即可吃掉道具盒，获得道具。道具带是可再生的。玩家依然争夺谁更快开到终点。
组队道具模式：新增天使，自爆水炸弹和锁。组队道具模式中，导弹不会瞄准队友，水苍蝇自动越过队友越位对敌人进行攻击，但是水炸弹依然会伤及队友。
- 挑战赛：最多4人与数量相同的AI的组队道具赛对决。期间，AI会使用必杀技来干扰玩家，玩家也可以使用必杀技来反击或保护自己。玩家组达成三连胜即胜利。（普通AI+30%金币和经验，困难则是50%）。

- 冠军赛（已下线）：玩家必须和各种AI战队进行PK，类似于世界杯十六强的淘汰赛。这意味着玩家想要胜利必须连续4局都是胜者。其余规则和挑战赛相同。

### 竞速模式
竞速模式是跑跑卡丁车的灵魂玩法，需要通过漂移来集气，当屏幕下方的红色集气条满时将获得一个红色加速器，以此争夺冠军。
由于漂移和集气的机制复杂，加上玩家之间对撞也会影响游戏成绩，玩家需要研发各种各样的技巧来取得竞速模式的胜利。早期的版本中，由于漂移造成的减速，全程基本不漂移而改用转弯即可战胜大部分玩家和完成大部分故事模式。
变种：
- 组队竞速模式：另增一个属于全队的蓝色集气条，当玩家试图打反方向切断漂移时全队获得蓝气。蓝气集满时，全队持有的红色加速器升级为加速时间更长的蓝色加速器。最后以第一名10分、第二名8分、第三名6分、第四名5分、第五名4分、第六名3分、第七名2分、第八名1分、未完成0分的成绩计算两队总分数决出冠军。组队竞速演化出了小组分工，某些人负责撞击对手的车辆以保护己方名次，在某些地图（如城镇手指）甚至会放弃比赛，而去狭窄的捷径堵路以让对手难以使用捷径。

- 无限加速竞速模式：集气速度无限，一漂即获得加速器的模式。

- 极速方程模式（已下线）：最多4个玩家，与AI赛车手凑成20人混战的竞速模式。玩家可以在其他车手身后收集冲撞加速器的气，冲撞加速器可以让被撞到的AI打滑且玩家自己不受冲撞影响。一局极速方程共计三轮。

- 幽灵模式（已下线）：取消了对抗的竞速模式，其他玩家在游戏中也仅仅是影子，玩家间不会发生冲撞。

### 特殊模式
GP赛：不定期开放，类似于其他游戏的排位赛，道具竞速皆有。
车队代理人：不定期开放，每日初始游玩次数为3，至少需要拥有四辆卡丁车和四个角色才可入场，由系统生成与他人的组队竞速赛对决。每天拥有5次补充角色10状态值、5次更换赛道、2次增加游玩次数的机会。对局胜利很大程度受到总分影响，而总分又由角色是否熟悉地图、状态是否良好、卡丁车的属性决定。一般而言点选系统推荐即可找出最优组合。

## 历史

### 發展
- 2004年3月Nexon公司《Kart Rider》在韩国发布 ，6月公测
- 2004年12月《Kart Rider》打破《星际争霸》长达六年的统治地位，成为在韩国网咖最受欢迎的游戏
- 2005年2月 《Kart Rider》韩国在线人数突破20万，实名注册人数超过总人口1/3，成为韩国史上的五款“国民级”游戏
- 2006年3月17日 中国大陸版《POP KART》公测，后在线人数破70万，打破由盛大网路時代理的Nexon另一款“泡泡堂”的60万记录。[1]12月18日於台灣封測[2]。
- 2007年1月3日於台灣公測[3]。
- 2010年12月30日，《跑跑卡丁車》進行《革命．進化》主題大改版，首次於臺灣、中國大陸、韓國三地同步盛大推出。
- 2012年6月21日，韓國版《跑跑卡丁車》進行《跑跑卡丁車2.0》改版，並且遊戲解析度從800x600改為1024x768[4]，臺灣和中國大陸分別於6月25日和7月12日跟進[5]。
- 2012年8月30日，中國大陸版《跑跑卡丁車》進行《跑跑卡丁車2.0》優化改版，並且遊戲解析度從1024x768改回800x600，韓國和臺灣分別於9月13日和9月21日跟進。
- 2013年12月12日，韓國版《跑跑卡丁車》進行《跑跑卡丁車2014》改版，臺灣（跑跑卡丁車：新玩樂時代）和中國大陸（跑跑卡丁車：起源）分別於2014年1月17日和2014年1月23日跟進。
- 2014年5月15日，韓國版《跑跑卡丁車》進行商城優化更新，所有卡丁車、角色、寵物等相關物品已經下架，獲得方式改為從『顯像盤/齿轮』道具中獲得，中國大陸和臺灣分別於6月12日和6月13日進行（同時推出合成系統）。
- 2014年5月29日，韓國版《跑跑卡丁車》推出合成系統，中國大陸和臺灣分別於6月12日和6月13日推出（同時進行商城優化）。
- 2014年6月26日，《跑跑卡丁車》正式與知名玩具公司孩之寶（Hasbro）攜手合作，進行《變形金剛》主題大改版，再次於臺灣、中國大陸、韓國三地同步盛大推出[6][7]。
- 2014年9月，韓國、中國大陸、臺灣同步引進9代車引擎系統，代號為「9（JIU）」。
- 2014年12月11日，韓國版《跑跑卡丁車》推出車輛改造系統，中國大陸和臺灣分別於2015年1月8日和2015年1月9日推出。
- 2015年6月1日，韓國版《跑跑卡丁車》推出VIP系統，中國大陸和臺灣同時於7月1日推出。
- 2015年8月20日，韓國及中國大陸版《跑跑卡丁車》下架『顯像盤』道具，推出TOP跑車齒輪系列，臺灣於8月21日推出。
- 2015年12月10日，韓國版《跑跑卡丁車》將以前使用的防外掛軟體HackShield更換成XIGNCODE3，中國大陸和臺灣分別於12月17日和12月18日跟進。
- 2018年7月5日，韓國、中國大陸同時進行中國風「刀劍 （页面存档备份，存于）」主題更新，臺灣於7月6日跟進。
- 2018年8月，韓國、中國大陸、臺灣同步引進10代車引擎系統，代號為「X」。
- 2018年11月24日，韓國Nexon宣布將從12月13日更新新主題「神域 （页面存档备份，存于）（GOD）」，同時預告推出「俱樂部」系統、駕照系統回歸，並開放全新等級。此外，中國大陸和台灣分別於2018年12月13日和2019年1月18日跟進。
- 2019年6月27日，韓服跑跑卡丁車駕照系統回歸，台服和國服分別於7月19日和7月25日跟進。
- 2019年7月2日，手機版「跑跑卡丁車 Rush+」在中國大陸正式開服，官方名稱定為《跑跑卡丁車官方競速版》，由世紀天成與騰訊遊戲聯合運營。
- 2019年12月12日，韓國Nexon宣布將從12月12日更新新主題「深海之城 （页面存档备份，存于）」，中國大陸和台灣於同年12月13日跟進。
- 2020年5月12日，Nexon在全球其他市場推出手機版「跑跑卡丁車 Rush+」，由NEXON獨立運營。
- 2020年7月16日，韓國Nexon宣布將從7月23日更新新主題「史詩世紀 （页面存档备份，存于）（Camelot）」，中國大陸和台灣於同年7月23日和7月24日跟進。
- 2020年12月3日，韓國Nexon宣布將從12月10日更新新主題「奧林匹斯 （页面存档备份，存于）（Olympos）」，中國大陸於同年12月10日跟進。台灣於2021年1月15日跟進。
- 2021年4月，韓國、中國大陸、臺灣同步引進11代車引擎系統，代號為「V1」。
- 2021年7月22日，韓國Nexon宣布將從7月22日更新新主題「韓國 （页面存档备份，存于）」，台灣於同年7月23日跟進。
- 2021年12月9日，韓國Nexon宣布将與聯動，並從12月16日更新合作主題，中國大陸和台灣於同年12月16日和12月17日跟進。
- 2022年7月14日，韓國Nexon宣布将與聯動，並從7月21日更新合作主題，中國大陸於同年7月21日跟進。[8]
- 2022年11月1日，台灣《跑跑卡丁車》宣布因與韓國Nexon的營運合約即將到期將於2023年1月31日結束營運。[9]
- 2022年12月8日，韓國Nexon宣布將從12月22日更新新主題「突破 （页面存档备份，存于）（Face-Lift）」，中國大陸於同年12月22日跟進。[10]
- 2022年12月11日，韓國《跑跑卡丁車》的專案負責人趙載胤表示，韓國伺服器未來也將結束營運，預計將在2023年，並從12月22日更新的「突破」主題開始準備後續，在2023年1月5日網絡直播上進行詳細說明。[11]
- 2022年12月11日及12日，中国大陆《跑跑卡丁车》运营商世纪天成发布公告称，游戏不会停服也不会停止更新，这意味着中国大陆服务器将是运营到最后的《跑跑卡丁车》服务器。[12][13]Nexon方面后来招募了新团队，因此中国大陆服务器仍在更新。[14]
- 2023年1月5日，韓國《跑跑卡丁車》的專案負責人趙載胤於「Dear 跑跑卡丁車」網絡直播節目中宣布韓國伺服器將於同年3月31日結束營運。
- 2023年1月17日，世纪天成发布第三个国服继续运营的公告，[15]，表示“正在和开发团队积极沟通后续计划”。
- 2023年1月31日，台灣《跑跑卡丁車》於中午12時正式結束營運並關閉伺服器。[16]
- 2023年3月31日，韓國《跑跑卡丁車》於當地時間晚上23時59分正式結束營運並關閉伺服器。
- 2023年9月26日，陸服《跑跑卡丁车》宣布将于9月28日晚上18时召开“2023《跑跑卡丁车》未来版本 前瞻会”，[17]陸服《跑跑卡丁车》开发团队的负责人崔宇澈在会中宣布将于该年冬季更新新主题“龙的传承 （页面存档备份，存于）”，[18][19]该主题于同年12月28日上线。[20]
- 2024年11月，陸服《跑跑卡丁车》引进12代车引擎系统，代号为“迅”。[21]
- 2024年12月5日，陸服《跑跑卡丁车》宣布将于12月19日更新新主题“封神传说 （页面存档备份，存于）”。[22][23]

### 伺服器營運
| 国家／地区 | 代理商        | 时间                                             | 備註 |
| ---------- | ------------- | ------------------------------------------------ | --- |
| 韩国       | Nexon         | 營運日期：2004年6月1日 結束營運：2023年3月31日   | |
| 中国大陆   | 世纪天成      | 營運日期：2006年3月17日~                         | 2007年2月25日，中国跑跑卡丁车同时在线人数曾突破80万。                                                                         |
| 台湾、香港 | 遊戲橘子      | 營運日期：2006年12月19日 結束營運：2023年1月31日 | 因香港beanfun!客戶服務工作轉交台灣，自2017年4月13日起台服與港服共用伺服器，原香港跑跑卡丁車官網已停止更新並重導向至台灣官網。 |
| 日本       | Nexon Japan   | 營運日期：2012年4月19日 結束營運：2013年1月10日  | |
| 印度尼西亚 | PT.Kreon      | 營運日期：2012年2月9日 結束營運：2015年5月31日   | |
| 泰国       | Good Games    | 營運日期：2008年10月2日 結束營運：2011年11月30日 | |
| 俄罗斯     | Innova        | 營運日期：2010年12月7日 結束營運：2012年5月15日  | |
| 越南       | VTC Game      | 營運日期：2009年10月20日 結束營運：2011年3月10日 | |
| 北美       | Nexon America | 營運日期：2007年5月1日 結束營運：2008年3月19日   | |

### 跨界合作
2007年4月12日，《跑跑卡丁车》与Super Junior-T展开合作，推出Super Junior-T卡丁车、Super Junior-T气球等道具。
2007年5月11日，《跑跑卡丁車》與英國經典名車 MINI Cooper 展開合作並將於隔月舉辦「跑跑卡丁車－MINI 盃大賽」。
《跑跑卡丁車》與CSO跨界合作，台灣於2010年2月26日推出，中国大陆于2010年4月8日推出。
2011年10月4日，韓國 Nexon 宣布與 Amuseway 合作，在韓國推出支援線上遊戲《跑跑卡丁車》的腳踏車控制器「跑跑健身腳踏車」。
2012年4月26日，日服《跑跑卡丁车》与丰田汽车展开合作，推出TOYOTA 86卡丁车。
2014年6月26日，《跑跑卡丁車》正式與知名玩具公司孩之寶（Hasbro）攜手合作，進行《變形金剛》主題大改版，再次於臺灣、中國大陸、韓國三地同步盛大推出。该主题已于2015年6月18日下线。
2020年10月29日，《跑跑卡丁车》与現代汽車合作，推出SONATA N Line卡丁车。中国大陆和台湾于同年11月19日和11月20日跟进。
2022年3月24日，《跑跑卡丁車》與（Sonic the Hedgehog）展开合作，並於5月12日開始陸續推出索尼克 V1卡丁車和索尼克、納克魯斯、塔爾斯角色等道具。
中国大陆限定：
2007年，国服《跑跑卡丁车》与手机厂三星合作，推出三星M618 PRO車款, 三星 M618氣球, 三星 M618車牌等道具。
2008年，国服《跑跑卡丁車》與斯柯達汽車展開合作，共同推出Fabia晶銳PRO車款, Fabia晶銳氣球, Fabia晶銳車牌, Fabia晶銳噴漆等道具。
2009年1月20日，国服《跑跑卡丁车》与宏碁联动，推出Acer Intel SR卡丁车。
2010年9月20日，国服《跑跑卡丁车》与爱国者联动，推出爱国者SR卡丁车。
2011年5月19日，国服《跑跑卡丁车》与《喜羊羊与灰太狼》联动，并于5月26日推出喜羊羊主题，该主题已于2012年5月24日下线。
2020年12月10日，国服《跑跑卡丁车》与《如果历史是一群喵》联动，并于12月24日于商店推出联动角色和卡丁车。
2023年9月13日，国服《跑跑卡丁车》与上海交通卡联动，推出联名合作卡面，并于9月28日上线。
2023年9月，国服《跑跑卡丁车》与金士顿U盘合作推出联动礼包。
2024年10月30日，国服《跑跑卡丁车》与邵万生合作推出联名绿豆糕礼盒。

## 相關事件

### 電競賽事
- 韓國《KartRider League》（2005－2022）、《Kartrider: Drift League》（KDL，2023）
- 台灣《台灣電子競技聯盟》（TeSL，2008－2014）

### 批评
- 号称面向休闲玩家，但是事实上却是想要精通非常困难的竞技游戏，游戏后期更新也往竞技向发展，导致新手的游戏体验只有苦涩的失败和极少的金币和经验。
- 粒子改装系统中固定需要大量的“粒子激活器”才可以把卡丁车的三项随机属性全部升为三级，且想要刷出三条均为道具/竞速属性的强化也很困难，远远贵于购买卡丁车所用的价格，被认为是强迫充值。由于游戏从轻度充值游戏转为重度充值游戏，引来第一批退游浪潮。[54]
  - 两次转移游戏定位，说明Nexon对游戏的定位是失败的。
- 2014年一度下架所有商品并改为氪金购买齿轮抽奖获取想要的道具。
- 晚期的更新远远好于中期，与洛奇、冒险岛等Nexon其他游戏联动过晚，而就在完善重要主线《跑跑卡丁车：突破》时宣布关停韩服，导致即将关服的游戏进行改善画质、新增分辨率、更新经典主页音乐的奇景出现。
- 对道具模式不重视。
- 取消了马拉松系列卡丁车的金币化，导致游戏内可以赢得的金币失去意义。
- SR卡丁车曾经很强，为了推出第七代Z7系列而总体削弱了第六代车SR，却又得罪了耗费金钱精力培养SR级卡丁车的玩家
- 封杀趣味性的Bug却对性质恶劣的Bug不管不问（如：碰撞的机制存在不足，对手的网络卡顿可能造成玩家飞出赛道）
- 在續作《跑跑卡丁车：飄移》尚未推出之时就决定为了《跑跑卡丁车：飄移》而停运原作跑跑卡丁车这一韩国国民游戏过于鲁莽。且Nexon曾搞砸了《冒险岛2》导致韩国玩家不相信Nexon有做续作的能力，韩国玩家曾在Nexon總部發動卡车抗议。[55]

针对中国大陆服：
- 游戏作弊软件、广告等泛滥且长期不加管理，甚至不设置举报玩家功能，游戏外挂百度搜索即可找到。该游戏曾经号称“外挂比不过高手玩家”，于是外挂演变为30秒直接到达终点，将其他玩家顶上天[56]，全图释放地雷[57]，甚至将全场所有其他玩家的游戏直接关闭的“炸房挂”。
- 因影响新车销量而封杀技术交流平台“卡丁人”，因为该平台经常分析新车强度。
- 2015年曾出现“50个400游戏币，100个850游戏币”的宠物齿轮道具。
- 将重要商品（无限期“等离子V1”、“粒子激活器Black”）等做成激活码，可通过游戏外交易买到。
- 游戏翻译错别字很多，2.0版本新曲，沙漠主题、工厂主题、童话世界主题配乐译名搭配长期错误。角色“雯雯（台服为‘芊芊’）”在故事模式的其中一个章节中被称为“茜茜”，而游戏中恰好又存在一名为“茜茜（台服为‘蒂雅’）”的角色。

### 争议
虽然原创了经典的漂移收集加速器道具的竞速模式，但是跑跑卡丁车的道具模式被指使用了任天堂游戏马里奥赛车的玩法。Nexon因此遭到了任天堂的起诉并直接承认了抄袭，根据任天堂的要求将《冒险岛》登陆了NDS。更重要的是，Nexon曾以原创者的身份起诉了腾讯的QQ堂涉嫌抄袭却失败了。这多少让Nexon显得有些尴尬。
由于QQ堂未被认定抄袭，腾讯后借鉴跑跑卡丁车研发了QQ飞车，使用的核心代码不同，而游戏地图（如“十一城”与“城镇手指”）则被认为过度相似，双方玩家时常冲突，但是双方官方却都不予置评。值得一提的是，QQ飞车也拥有道具模式却没有被任天堂理会。
而2019年7月，《跑跑卡丁车》中国大陆运营商世纪天成与腾讯合作，在中国大陆推出《跑跑卡丁车官方竞速版》，成为跑跑卡丁车系列长期存在的手机游戏，之前由Nexon或世纪天成制作的手游均因各种原因而被下架。该作没有使用原跑跑卡丁车以及手游的代码，不少元素与之前腾讯发行的《QQ飞车》手游版高度相似，且“原创内容”也经常被怀疑存在抄袭。这一手游同时存在世纪天成官网和腾讯官网两个官网。

### 軼事
- 尽管并没有明确指出该主题和台湾的关系，“月光之城”主题出现了类似于台北101大楼的建筑。其中一张地图“市政厅广场”出现了一个与场景气氛不符的中国风建筑——西安钟楼。西安钟楼在“龙行华夏 龙之遗迹”中也作为西安的景点出现。[60][來源可靠？]
- 制作组将成员的肖像以各个方式藏在在地图的各个角落作为彩蛋。

## 相關作品

### 改編動畫
在2007年的韓國國際遊戲展示會上宣布將改編成動畫，預定11月15日在韓國KBS2台播出以「藍寶紅寶」為名的動畫節目。

### 手機平台遊戲

#### 《跑跑卡丁車：冲刺》
《跑跑卡丁车：冲刺》是將《跑跑卡丁車》移植至手機平台的賽車遊戲，採取免費下載內含付費機制，自2011年3月上市後的三個月已突破300萬下載量。2012年2月9日，韓國 NEXON 宣布下載量突破700萬，並即將以《跑跑卡丁車向前衝》登陸Facebook遊戲平台。同年5月14日《跑跑向前衝》正式登陸Facebook遊戲平台。於2014年4月15日停止運營。

#### 《跑跑卡丁车：冲刺增强版》
《跑跑卡丁车：冲刺增强版》本作为Nexon在《跑跑卡丁车：冲刺》的基础上做出的加强版，游戏允许线上对战，同时加入了新车新地图新角色，仅在韩国地区发售。目前已停止運營。

#### 《迷你賽車站》
《迷你賽車站》是Nexon公司在iOS平台推出的另一款改編《跑跑卡丁車》的手機遊戲，但不同的是，遊戲玩法為反應排程類經營模擬遊戲並採取免費下載內含付費機制。

#### 《跑跑卡丁車 Rush+》
《跑跑卡丁車 Rush+》是Nexon Korea發行的多人競速對戰遊戲。該遊戲以跑跑卡丁車的IP為基礎，完整移植到手機並擁有卓越駕駛感的休閒競速遊戲。以跑跑卡丁車的代表模式－競速模式、道具模式為重點進行開發，並新增了排位賽、故事模式、休閒模式等多樣的模式，可在遊戲體驗到專屬的有趣競速內容。
此款遊戲由Nexon Korea委發中國騰訊遊戲製作與開發，在中國大陸以《跑跑卡丁車官方競速版》之名於2019年7月2日正式上線營運。國際版《跑跑卡丁車Rush+》從2020年4月16日開放事前預約登入，於2020年5月12日正式上線，兩者內容大同小異，賽季的時間差大約在4~5個賽季。
知名品牌與《跑跑卡丁車Rush+》遊戲合作
2019年12月26日，《跑跑卡丁車官方競速版》與日本動畫蠟筆小新(クレヨンしんちゃん)合作，推出野原新之助車手人物，並在次年5月29日進一步合作推出小白寵物、大象腳踏車、風間人型車等主題道具。
國際版賽季在S4(2020/11)有此聯動項目。
2020年6月28日，《跑跑卡丁車官方競速版》與LINE FRIENDS達成合作，共同推出布朗熊(BROWN)車手、可妮兔(CONY)道具車、莎莉(SALLY)史詩寵物等主題道具。
國際版賽季在S7(2021/5)有此聯動項目。
2020年12月12日，《跑跑卡丁車官方競速版》與BMW MOTORRAD進行聯名, 共同推出BMW R 18摩托車款, BMW機車頭盔, BMW LOGO氣球, "BMW騎士"稱號等道具。
國際版(除韓國分服)賽季在S9(2021/9)無此聯動項目。
2021年6月23日，《跑跑卡丁車官方競速版》與歡樂谷展開合作，共同推出“競技歡樂谷”賽道以及“歡樂不打烊”永久稱號、“燃擎季”永久車牌等道具。
國際版賽季在S13(2022/5)無此聯動項目。
2021年9月27日，《跑跑卡丁車官方競速版》與上海汽車博物館達成合作，共同推出追夢者-EBS車款。
國際版無此聯動項目。
2021年12月22日，《跑跑卡丁車官方競速版》與進行聯動，共同推出方塊妞競速車、懶惰蘑菇史詩寵物等道具。，《跑跑卡丁車官方競速版》S16賽季「卡通世界」因上線時間過於倉促，遊戲內活動、資源、獎勵都不齊全，大部分內容皆是與相關。惟在全球僅有韓國與中國有營運，考量到遊戲規劃及行銷，國際版直接跳過S16賽季(2022/11)，改S16賽季為「路易城堡」。
2021年11月30日，《跑跑卡丁車 Rush+》與韓國KAKAO FRIENDS展開合作，國際版限定。
2022年4月28日，《跑跑卡丁車 Rush+》與日本音速小子展開合作，國際版與中國版同步。
2022年5月12日，《跑跑卡丁車 Rush+》迎來二週年，同時開啟新賽季主題「S13 2週年派對」。
2022年7月2日，《跑跑卡丁車官方競速版》迎來三週年，在6月29日開啟全新原創主題「源力紀元」，并与奥迪双钻合作，推出前导凯能车手、蔷薇甜心竞速赛车、魂潜行者双栖赛车等内容。
2023年5月12日，《跑跑卡丁車 Rush+》迎來三週年，同時開啟新賽季主題「S19 積木世界」。
2023年5月18日，《跑跑卡丁车官方竞速版》与《流氓兔》合作，推出流氓兔道具车、Mashimaro宠物等内容。
2023年7月2日，《跑跑卡丁車官方競速版》迎來四週年，在6月21日開啟全新原創主題「星辰之海」。
2023年9月20日，《跑跑卡丁车官方竞速版》与《铠甲勇士》合作，推出帝皇侠车贴、帝皇侠雕像、帝皇侠车手、帝皇侠摩托竞速车、帝皇侠套装等内容。
2023年10月29日，《跑跑卡丁车官方竞速版》与赤壁市文化和旅游局、“三国赤壁古战场”旅游景区展开合作，在10月14日开启全新原创主题“烽火赤壁”，并推出“三国赤壁古战场”赛道以及“烽火赤壁”主题小屋等内容。
2023年12月14日，《跑跑卡丁车官方竞速版》与《冒险岛：枫之传说》进行联动，推出冒险岛主题背景名片、品克缤竞速车、蓝蜗牛飞宠、漂漂猪套装、绿水灵套装等内容。
2024年1月26日，《跑跑卡丁车官方竞速版》与《喜羊羊与灰太狼》合作，推出喜羊羊套装、宝宝懒羊羊装、小灰灰套装、机械喜羊羊双栖车、喜气羊羊建筑、小灰灰竞速车等内容。
2024年7月2日，《跑跑卡丁车官方竞速版》迎来五周年，于6月29日与《樱桃小丸子》合作，推出小丸子竞速车、小丸子套装、小丸子面饰等内容，并在7月17日开启全新原创主题“西游狂飙”。

### 跨平台續作遊戲
《跑跑卡丁車：飄移》為Nexon於2019年11月14日在微軟的X019上發表的跨平台遊戲，於2023年在全球發布。這是本系列首次在遊戲主機推出且能跨平台遊玩，同時也是《跑跑卡丁車》的正統續作。2024年8月1日，在經歷多次更新後仍未達玩家預期的情況下，開發總監趙在允宣布將終止本作的家機、手機平台及國際服務。
2019年11月14日，Nexon在微軟的X019上發表了一款名為《跑跑卡丁車：飄移》的跨平台遊戲，於2023年在全球發布。這是該系列首次在遊戲主機推出且能跨平台遊玩，同時也是《跑跑卡丁車》的正統續作。
2025年6月18日，《跑跑卡丁车：漂移》宣布結束營運與退款日程公告，將於2025年10月16日終止遊戲服務。